# Madoce transfascia
Madoce transfascia là một loài bướm đêm trong họ Erebidae.